# Taxenbach (Fluss)
Der Taxenbach (tschechisch Pstruhovec) ist ein linker Zufluss der Deutschen Thaya in Niederösterreich und Tschechien. Er entwässert über die Deutsche Thaya und die Thaya in die March, die Donau und damit in das Schwarze Meer.

## Verlauf
Der Bach entspringt 1,4 km südlich von Rožnov (Rosenau) (Gemeinde Český Rudolec (Böhmisch Rudoletz)) in der Böhmisch-Mährischen Höhe, fließt in generell südlicher Richtung durch den Stausee vodní nádrž Landštejn unterhalb der Burg Landštejn und weiter durch Staré Město pod Landštejnem (Altstadt) im Naturpark Česká Kanada, tritt nördlich von Groß-Taxen (Gemeinde Kautzen) nach Niederösterreich über und nimmt kurz vor seiner Einmündung in die Deutsche Thaya den von Westen kommenden Schwarzbach auf.
Die Fläche des Einzugsgebiets beträgt 157,6 km².